# SALALA
SALALA（さらら）は、徳島新聞社が徳島県内を対象に第1・3木曜日に購読者に配布しているフリーペーパーである。

## 概要
1997年に創刊。発行部数は徳島新聞朝刊と同じである。キャッチコピーはくらしエンタテイメント。
発行は徳島新聞社だが、編集は株式会社メディコムが行っている。